# Liste der Naturdenkmale in Schlaitdorf
| Naturdenkmale | Anzahl |
| ------------- | ------ |
| FND           | 8      |
| END           | 1      |
| Gesamt        | 9      |

Die Liste der Naturdenkmale in Schlaitdorf nennt die verordneten Naturdenkmale (ND) der im baden-württembergischen Landkreis Esslingen liegenden Gemeinde Schlaitdorf. In Schlaitdorf gibt es insgesamt neun als Naturdenkmal geschützte Objekte, davon acht flächenhafte Naturdenkmale (FND) und ein Einzelgebilde-Naturdenkmal (END).
Stand: 31. Oktober 2016.

## Einzelgebilde (END)
| Name                     | Bild | Kennung     | Einzelheiten | Position | Fläche Hektar | Datum         |
| ------------------------ | ---- | ----------- | ------------ | -------- | ------------- | ------------- |
| 1 Stieleiche             | BW   | 81160633903 | Schlaitdorf  | ⊙        | 0,0           | 25. Aug. 1983 |
| Legende für Naturdenkmal |      |             |              |          |               |               |